# روينا سبنسر
روينا سبنسر (بالإنجليزية: Rowena Spencer)‏ هي طبيبة وجَرّاحة أمريكية، ولدت في 3 يوليو 1922، وتوفيت في 13 مايو 2014 في الإسكندرية في الولايات المتحدة.